# Eerste klasse 1952-53 (voetbal België)
Het seizoen 1952/53 van de Belgische Eerste Klasse ging van start in de zomer van 1952 en eindigde in de lente van 1953. De competitie telde 16 clubs. RFC Liégeois werd voor de vijfde keer in de geschiedenis van de club kampioen.

## Gepromoveerde teams
Deze teams waren gepromoveerd uit de Tweede Klasse (het laatste jaar dat deze klasse nog Eerste Afdeling werd genoemd) voor de start van het seizoen:
- RRC de Gand (kampioen in Eerste Afdeling A)
- K. Beeringen FC (kampioen in Eerste Afdeling B)

## Degraderende teams
Deze teams degradeerden naar Tweede Klasse op het eind van het seizoen:
- RRC de Gand
- K. Beeringen FC

## Titelstrijd
Het werd een spannend kampioenschap waarbij RFC Liégeois met 1 punt voorsprong voor de tweede opeenvolgende keer kampioen werd. Vicekampioen werd RSC Anderlecht en derde werd R. Beerschot AC op 6 punten.

## Degradatiestrijd
De twee pas gepromoveerde ploegen RRC de Gand, dat voorlaatste werd, en K. Beeringen FC, dat laatste werd, degradeerden onmiddellijk terug naar Tweede klasse.

## Eindstand
|   |    |                             | P  | W  | G  | V  | +  | -  | DS  | Ptn |
| - | -- | --------------------------- | -- | -- | -- | -- | -- | -- | --- | --- |
| K | 1  | RFC Liégeois                | 30 | 18 | 6  | 6  | 65 | 36 | 29  | 42  |
|   | 2  | RSC Anderlechtois           | 30 | 19 | 3  | 8  | 77 | 43 | 34  | 41  |
|   | 3  | R. Beerschot AC             | 30 | 16 | 4  | 10 | 80 | 48 | 32  | 36  |
|   | 4  | RC Mechelen KM              | 30 | 14 | 6  | 10 | 52 | 47 | 5   | 34  |
|   | 5  | R. Standard Club Liégeois   | 30 | 12 | 9  | 9  | 59 | 53 | 6   | 33  |
|   | 6  | KFC Malinois                | 30 | 13 | 7  | 10 | 57 | 57 | 0   | 33  |
|   | 7  | R. OC de Charleroi          | 30 | 11 | 8  | 11 | 40 | 45 | -5  | 30  |
|   | 8  | Union Royale Saint-Gilloise | 30 | 12 | 6  | 12 | 47 | 48 | -1  | 30  |
|   | 9  | ARA La Gantoise             | 30 | 12 | 5  | 13 | 52 | 55 | -3  | 29  |
|   | 10 | R. Tilleur FC               | 30 | 9  | 10 | 11 | 37 | 44 | -7  | 28  |
|   | 11 | R. Berchem Sport            | 30 | 11 | 6  | 13 | 51 | 53 | -2  | 28  |
|   | 12 | R. Antwerp FC               | 30 | 10 | 7  | 13 | 47 | 57 | -10 | 27  |
|   | 13 | R. Daring Club de Bruxelles | 30 | 8  | 9  | 13 | 40 | 43 | -3  | 25  |
|   | 14 | R. Charleroi SC             | 30 | 10 | 4  | 16 | 48 | 78 | -30 | 24  |
| D | 15 | RRC de Gand                 | 30 | 10 | 11 | 19 | 34 | 52 | -18 | 21  |
| D | 16 | K. Beeringen FC             | 30 | 5  | 9  | 16 | 39 | 66 | -27 | 19  |

P: wedstrijden gespeeld, W: wedstrijden gewonnen, G: gelijke spelen, V: wedstrijden verloren, +: gescoorde doelpunten, -: doelpunten tegen, DS: doelsaldo, Ptn: totaal punten
K: kampioen, D: degradeert

## Topschutter
| Scorer         | Goals | Team            |        |
| -------------- | ----- | --------------- | ------ |
| Rik Coppens    | 33    | R. Beerschot AC | België |
| Paul Deschamps | 28    | RFC Liégeois    | België |
| Jef Mermans    | 25    | RSC Anderlecht  | België |

1895/96 · 1896/97 · 1897/98 · 1898/99 · 1899/00 · 1900/01 · 1901/02 · 1902/03 · 1903/04 · 1904/05 · 1905/06 · 1906/07 · 1907/08 · 1908/09 · 1909/10 · 1910/11 · 1911/12 · 1912/13 · 1913/14 · 1914/15 · 1915/16 · 1916/17 · 1917/18 · 1918/19 · 
1919/20 · 1920/21 · 1921/22 · 1922/23 · 1923/24 · 1924/25 · 1925/26 · 1926/27 · 1927/28 · 1928/29 · 1929/30 · 1930/31 · 1931/32 · 1932/33 · 1933/34 · 1934/35 · 1935/36 · 1936/37 · 1937/38 · 1938/39 · 1939/40 · 1940/41 · 1941/42 · 1942/43 · 1943/44 · 1944/45 · 1945/46 · 1946/47 · 1947/48 · 1948/49 · 1949/50 · 1950/51 · 1951/52 · 1952/53 · 1953/54 · 1954/55 · 1955/56 · 1956/57 · 1957/58 · 1958/59 · 1959/60 · 1960/61 · 1961/62 · 1962/63 · 1963/64 · 1964/65 · 1965/66 · 1966/67 · 1967/68 · 1968/69 · 1969/70 · 1970/71 · 1971/72 · 1972/73 · 1973/74 · 1974/75 · 1975/76 · 1976/77 · 1977/78 · 1978/79 · 1979/80 · 1980/81 · 1981/82 · 1982/83 · 1983/84 · 1984/85 · 1985/86 · 1986/87 · 1987/88 · 1988/89 · 1989/90 · 1990/91 · 1991/92 · 1992/93 · 1993/94 · 1994/95 · 1995/96 · 1996/97 · 1997/98 · 1998/99 · 1999/00 · 2000/01 · 2001/02 · 2002/03 · 2003/04 · 2004/05 · 2005/06 · 2006/07 · 2007/08 · 2008/09 · 2009/10 · 2010/11 · 2011/12 · 2012/13 · 2013/14 · 2014/15 · 2015/16 · 2016/17 · 2017/18 · 2018/19 · 2019/20 · 2020/21· 2021/22 · 2022/23 · 2023/24 · 2024/25